# Жарко Зечевић
Жарко Зечевић (Београд, 19. јануар 1950) је бивши кошаркаш и дугогодишњи генерални секретар Фудбалског клуба Партизан.

## Биографија
Његов отац је Славко Зечевић који је био републички секретар за унутрашње послове од 1966. до 1976. године.